# Vrolijk Gezelschap
Vrolijk Gezelschap (in de literatuur ook De verloren zoon, De terugkeer of Feestvierend gezelschap) is een schilderij van de Nederlandse kunstschilder Gerard van Honthorst uit 1622, olieverf op doek, 132,8 × 196,6 centimeter groot. Het toont een vrolijk gezelschap in een taverne, mogelijk het feestelijke onthaal van de kunstenaar na zijn terugkeer uit Italië. Het schilderij bevindt zich thans in de Alte Pinakothek te München.

## Context
Van Honthorst vertrok kort na 1610 vanuit zijn geboortestad Utrecht naar Rome om er zijn kunststudies voort te zetten. Hij raakte er erg onder de indruk van het werk van Caravaggio. Tussen 1616 en 1620 had hij er ook zelf succes als kunstschilder en maakte hoog gewaardeerde werken voor belangrijke opdrachtgevers. Onder andere schilderde hij een altaarstuk in de Santi Giovanni e Paolo. Regelmatig werkte hij samen met Guido Reni. Vaak verbleef hij in het paleis van de rijke bankier en kunstverzamelaar Marchese Vincenzo Giustiniani, die als zijn beschermheer optrad.
In de zomer van 1620 keerde de toen 27-jarige Van Honthorst terug naar Utrecht en op 26 juli werd zijn terugkomst daar gevierd in de taverne "Het Poortgen". Van dat welkomstfeest wordt uitgebreid verslag gedaan in het dagboek van advocaat, oudheidkundige en kunsthandelaar Aernout van Buchel. Aanwezig waren koopmannen, kunstschilders, kopergraveurs en ongetwijfeld diverse vrouwen. In oktober van 1620 huwde Van Honthorst de dochter van de eigenaar van de taverne, zijn verre nicht Sophia Coopman, die hoogstwaarschijnlijk ook aanwezig was.

## Afbeelding
De Duitse kunsthistorici Rose-Marie en Rainer Hagen zien diverse overeenkomsten in de beschrijving van Van Buchel met de weergave door Van Honthorst. De centrale persoon in het blauwe hemd zou heel goed ook een zelfportret van Van Honthorst kunnen zijn. Niettemin is onduidelijk of er een directe thematische connectie bestaat tussen het hier besproken schilderij uit 1622 en Van Honthorsts welkomstfeest van twee jaar eerder. Het is in elk geval onwaarschijnlijk dat het schilderij een getrouwe weergave van de gebeurtenis geeft. Dienaangaande zij in elk geval gewezen op de typisch Italiaanse elementen die Van Honthortst in het schilderij verwerkt, zoals de veren op de hoofddeksels van de mannen en de lage decolletés en haardracht van de vrouwen. Waarschijnlijk is dat hij een aantal reeds in Italië gemaakte schetsen heeft gebruikt voor de figuren. Opvallend is ook de voor Hollandse begrippen uit die tijd ongewone aandacht voor overdaad, weelde en lust, die ongetwijfeld zijn oorsprong had in Van Honthorsts verblijven in het paleis van Giustiniani.
Qua stijl is in het schilderij duidelijk de invloed van Caravaggio te herkennen, met name in het gebruik van clair-obscur, met het kaarslicht in een donkere omgeving. De uitwerking is sterk realistisch, met een hem kenmerkende elegantie, zonder rauwheid. Als schilder wordt hij gerekend tot de Utrechtse caravaggisten, waarvan dit schilderij een typerend voorbeeld is.

## Titel en betekenis
Het schilderij was in de zeventiende eeuw lange tijd in bezit van Filips Willem van de Palts, die het waarschijnlijk rond 1640 verwierf. In een inventaris van diens nalatenschap uit 1716 werd het werk aangeduid met de titel De verloren zoon, met drank en tederheid verleid in een bordeel. Onwaarschijnlijk is dat dit de originele titel van het schilderij is, aangezien niets in het tafereel duidt op een directe verwijzing naar de Bijbelse verloren zoon-parabel. De kunstenaar lijkt ook op geen enkele wijze te willen waarschuwen voor de gevolgen van drank, vrouwen of onzedelijk gedrag.
Niettemin is er toch een allegorische betekenis in het schilderij te onderkennen, meer specifiek in de flakkerende kaars in de hand van de oude vrouw. Deze symboliseerde in die tijd liefde, maar tegelijkertijd ijdelheid en de vergankelijkheid van schoonheid. Dienaangaande kan ook worden gewezen op de aanwezigheid van de oude vrouw te midden van de drie mooie jonge 'deernes' op het schilderij. Het voorbijgaan van het leven kan daarmee gezien worden als het belangrijkste thema van het werk, duidelijk afwijkend dus van de moraal uit de verloren zoon-parabel.